# Ээрикукиви
Ээрикукиви (эст. Eerikukivi) — валун на Аэгна.
С 1992 года валун был объявлен охраняемым природным памятником Эстонии. Классифицирован Управлением МСОП по категории III.